# 奧托·布勞恩

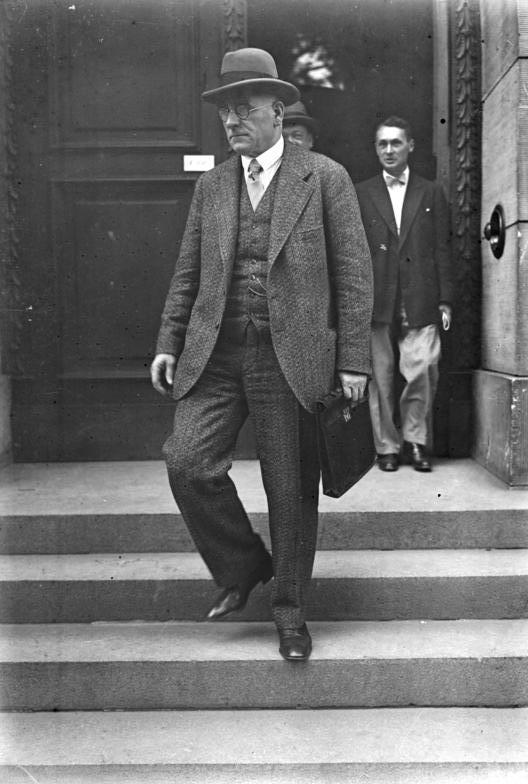
1930年的奥托·勃劳恩

奥托·布劳恩（德語：Otto Braun；1872年1月28日—1955年12月14日）是德国政治人物，是社民党成员，曾是魏玛共和国普鲁士省的总理。
布劳恩来自东普鲁士的哥尼斯堡，是当地的社民党领袖，在1913年获选为普鲁士议会成员。1919年，他在魏玛成为立宪会议成员。后来，由于他几乎在1920至32年间常常担任普鲁士总理而著名。在1925年的总统选举中，他曾代表社民党参加第一轮投票。
布劳恩领导的由魏玛联盟执政的普鲁士被称为“民主堡垒”（德語：Demokratisches Bollwerk），直到1932年4月首次在邦议会失去多数席位。1932年7月，总理弗朗茨·冯·帕彭为了争取纳粹党的支持而发动政变，普鲁士政府被援引宪法第48条紧急法令强行由中央政府进行帝國執行把布劳恩领导的内阁推翻，政府长官变为由帝国总理帕彭兼任的帝国专员一职。他尝试向宪法法院进行上诉，但法院裁决中央政府的行为合乎宪法。1933年1月，阿道夫·希特勒成为总理，而布劳恩就移民到瑞士，最后在1955年于罗加诺逝世。
二战过后，他向盟军提出要重建普鲁士政府，但对方以计划废除普鲁士邦为由拒绝。
| 官衔                     | 官衔                 | 官衔                     |
| ------------------------ | -------------------- | ------------------------ |
| 前任： 保罗·希尔施       | 普鲁士总理 1920-21年 | 繼任： 阿当·施特格瓦尔德 |
| 前任： 阿当·施特格瓦尔德 | 普鲁士总理 1921-25年 | 繼任： 威廉·马克思       |
| 前任： 威廉·马克思       | 普鲁士总理 1925-32年 | 繼任： 弗朗茨·冯·帕彭    |